# Maria Magdalena församling
Maria Magdalena församling är en församling i Södermalms kontrakt i Stockholms stift. Församlingen ligger på Södermalm i Stockholms kommun i Stockholms län och utgör ett eget pastorat.

## Administrativ historik
Församlingen bildades 25 juli 1591 ur Storkyrkoförsamlingen under namnet Södermalms församling som namnändrades 1654 till Sankta Maria Magdalena församling som i sin tur namnändrades 1907 till Maria Magdalena församling. År 1654 utbröts Katarina församling. År 1815 utbröts Kronospinnhusets församling och 1888 utbröts Stiftelsen Konung Oscar I:s minne församling som bestod av internerna på Kronospinnhuset respektive de boende på änkeboendet Konung Oskar I:s minne. År 1889 införlivades Straff- och arbetsfängelset å Långholmen och Stockholms stads södra kronohäkte för män församling. År 1925 utbröts Högalids församling.
Församlingen har utgjort och utgör ett eget pastorat utom under tiden 1 januari till 1 maj 1925 då den var moderförsamling i pastoratet Maria Magdalena och Högalid.

## Areal
Maria Magdalena församling omfattade den 1 november 1975 (enligt indelningen 1 januari 1976) en areal av 0,7 kvadratkilometer, varav 0,6 kvadratkilometer land.

## Präster

### Kyrkoherdar
| Ämbetstid | Namn                         | Levnadstid | Övrigt                                  |
| --------- | ---------------------------- | ---------- | --------------------------------------- |
| 1591–1608 | Johannes Laurentii           | –1608      |                                         |
| 1608–1632 | Sven Laurentii               |            |                                         |
| 1633–1674 | Laurentius Matthiæ Myliander | 1580–1674  |                                         |
| 1675–1679 | Carolus Carlsson             | 1642–1708  | Senare kyrkoherde i Nikolai församling. |
| 1679–1682 | Matthias Iser                | 1645–1725  | Senare kyrkoherde i Nikolai församling. |
| 1682–1706 | Jonas Laurentii Arnell       | 1642–1707  |                                         |
| 1706–1712 | Samuel Törling               | 1662–1718  | Senare kyrkoherde i Nikolai församling. |
| 1715–1731 | Magnus Aurivillius           | 1673–1740  |                                         |
| 1731–1749 | Michael Hermonius            | 1680–1749  |                                         |
| 1750–1762 | Johannes Forsskål            | 1691–1762  |                                         |
| 1764–1765 | Gabriel Åman                 | 1708–1765  |                                         |
| 1766–1780 | Anders Båld den yngre        | 1720–1780  |                                         |
| 1782–1804 | Joel Jacob Petrejus          | 1732–1804  |                                         |
| 1808–1845 | Carl Christian Lilljenwalldh | 1769–1845  |                                         |
| 1846–1885 | Josef Nordlund               | 1808–1885  |                                         |
| 1887–1892 | Johan August Sjöstrand       | 1833–1892  |                                         |
| 1894–1929 | Karl Eklund                  | 1851–1929  |                                         |
| 1931–1939 | Olof Molin                   | 1867–1939  |                                         |
| 1940-1964 | Martin Zetterquist           | 1897–1973  | Kontraktsprost.                         |
| 1964-1973 | Gösta Edvin Kallner          | 1907-1980  |                                         |
| 1974-1985 | Olle Gnospelius              | 1917-1990  | Kontraktsprost.                         |
| 1985-1998 | Sven Servin                  | 1933-2013  |                                         |
| 1998-2009 | Karl-Erik Nylund             | 1942-      |                                         |
| 2009-2015 | Gunnar Olofsgård             | 1959-      |                                         |
| 2015-2019 | Annika Almström              | 1970-      |                                         |
| 2019-     | Hillevi Uddenfeldt           | 1980-      |                                         |

### Förste komministrar
| Ämbetstid | Namn                     | Levnadstid | Övrigt                                   |
| --------- | ------------------------ | ---------- | ---------------------------------------- |
| 1599      | Johannes Jacobi          |            |                                          |
| 1616–1622 | Nicolaus Haquini         |            |                                          |
| 1622–     | Gustavaus Laurentii      |            |                                          |
| 1627–1652 | Laurentius Jonæ          |            | Senare kyrkoherde i Danviks församling.  |
| 1653–1664 | Olaus Svenonis           | –1664      |                                          |
| 1666–1683 | Olaus Petri Kråke        | 1629–1708  |                                          |
| 1683      | Jonas Johannis Litzonius | –1683      |                                          |
| 1685–1690 | Anders Hagberg           |            | Senare kyrkoherde i Barnhusförsamlingen. |
| 1690–1697 | Nicolaus Lenæus          | 1655–1704  |                                          |
| 1697–1710 | Johan Lindeberg          | 1660–1710  |                                          |
| 1712–1728 | Carl Kiellin             | 1683–1728  |                                          |
| 1730–1741 | Pehr Wollenius           | 1694–1767  |                                          |
| 1741–1764 | Gabriel Åman             | 1708–1765  | Senare kyrkoherde i församlingen.        |
| 1764–1778 | Carl Wallin              | 1727–1803  |                                          |
| 1778–1793 | Jonas Ehrling            | 1745–1813  |                                          |
| 1793–1803 | Fredric Garp             | 1760–1809  |                                          |
| 1803–1822 | Jonas Bredberg           | 1758–1822  |                                          |
| 1824–1830 | Carl Anders Rolén        | 1787–1858  |                                          |
| 1830      | Hampus Gustaf Bergman    | 1796–1830  |                                          |
| 1832–1840 | Gustaf Erik Ährling      | 1796–1863  |                                          |
| 1843–1857 | Fredrik Wilhelm Tydén    | 1805–1867  |                                          |
| 1857–1872 | Carl Herman Levin        | 1816–1883  |                                          |
| 1872–1879 | Erik Mauritz Lindgren    | 1826–1898  |                                          |
| 1879      | Axel Fredrik Lindstrand  | 1841–1879  | Utnämnd 1879.                            |
| 1880–1884 | Fredrik August Fehr      |            | Senare kyrkoherde i Nikolai församling.  |
| 1885–1900 | August Alfred Ericson    | 1845–1900  |                                          |
| 1902–1938 | Isak Winberg             | 1857–      |                                          |
| 1939–     | Karl Gustaf Hollstedt    | 1895–      |                                          |

### Andre komministrar
| Ämbetstid | Namn                        | Levnadstid | Övrigt                                          |
| --------- | --------------------------- | ---------- | ----------------------------------------------- |
| 1683–1688 | Petrus Strandell            | –1688      |                                                 |
| 1689–1701 | Johannes Gistadius          | 1656–1706  |                                                 |
| 1701–1713 | Östen Pihl                  | 1669–1713  |                                                 |
| 1715–1725 | Petrus Myra                 | 1682–1729  |                                                 |
| 1725–1730 | Thore Eneberg               | 1694–1757  |                                                 |
| 1730–1734 | Johan Åkerman               | 1703–1734  |                                                 |
| 1735–1747 | Jonas Hjortsberg            | 1703–1766  |                                                 |
| 1747–1750 | Johannes Kumblæus           | 1714–1760  |                                                 |
| 1750–1769 | Petrus Söderbom             | 1716–1786  |                                                 |
| 1769–1784 | Carl Fredrik Krause         | 1733–1784  |                                                 |
| 1785–1799 | Jonas Nordvall              | 1748–1816  |                                                 |
| 1799–1809 | Johan Gabriel Petrejus      | 1764–1809  |                                                 |
| 1809–1813 | Thomas Zacharias Fuchs      | 1772–1846  | Senare kyrkoherde i Ulrika Eleonora församling. |
| 1813–1843 | Sven Fredrik Pihlberg       | 1777–1843  |                                                 |
| 1843–1848 | Eric Olof Tollstedt         | 1802–1887  |                                                 |
| 1848–1883 | Pehr Albrecht Ruus          | 1815–1883  |                                                 |
| 1885–1887 | Johan August Sjöstrand      | 1833–1892  | Senare kyrkoherde i församlingen.               |
| 1887–1894 | Karl Anton Eklund           | 1851–1929  | Senare kyrkoherde i församlingen.               |
| 1894–1913 | Sven Johan Nilson           | 1859–1923  |                                                 |
| 1913–1922 | Erik Valdemar Lindeberg     | 1867–1922  |                                                 |
| 1924–1931 | Olof Emanuel Molin          | 1867–1939  | Senare kyrkoherde i församlingen.               |
| 1932–     | Paul Harald Alvin Sandegren | 1887–      |                                                 |

## Organister
| Verksam   | Namn                       | Levnadstid | Övrigt                 |
| --------- | -------------------------- | ---------- | ---------------------- |
| 1641-1646 | Johannes Arentz            | -1648      | Organist.              |
| 1649-1664 | Daniel Wertz               |            |                        |
| 1664-1673 | Hindrich Decker            |            | Organist och musikant. |
| 1673-1701 | Petter Barck               |            | Organist               |
| 1682-1684 | Johan Hindrich Adler       |            | Organist               |
| 1684-1689 | Lüdert Dijkman             | 1648-1717  | Organist               |
| 1701-1704 | Johannes Baptiste de Crull | 1681-1704  | Organist               |
| 1704-1710 | Zacharias Holmberg         | -1717      | Organist               |
| 1710-1711 | Hindrich Belou             | -1711      | Organist               |
| 1711-1716 | Axel Montan                |            | Organist               |
| 1716-1717 | Ferdinand Zellbell d.ä.    | 1698-1765  | Organist               |
| 1718-1728 | Heinrich Drysell           |            | Organist               |
| 1729-1730 | Abraham Björk              |            | Organist               |
| 1730-1750 | Ernst Johan Londicer       | 1717-1763  | Organist               |
| 1750-1759 | Johan Georg Lotscher       | 1733-1805  | Organist               |
| 1777-1792 | Olof Åhlström              | 1756-1835  | Organist               |
| 1792-1804 | Carl Erik Gleisman         | 1767-1804  | Organist               |
| 1805-1817 | Magnus Stenman             | 1779-1842  | Organist               |
| 1829-1831 | Carl Gabriel Dahlgren      |            | Organist               |
| 1832-1862 | Anders Lethin              | 1792-1862  | Organist               |
| 1862-1900 | August Wilhelm Larsson     | 1827-1908  | Organist               |
| 1910–1946 | Gustaf Hjalmar Heintze     | 1879–1946  | Organist               |
| 1946-1972 | Karl Gustav (Gösta) Edling | 1905-1989  | Organist               |
| 1972–1989 | Ulf Wesslén                | 1927–2009  | Organist               |
| 1989–2017 | Ralph Gustafsson           | 1950–      | Organist               |
| 1998–2016 | Mathias Kjellgren          | 1973–      | Organist               |
| 2017–     | Axel Rystedt               | 1991–      | Organist               |
| 2017–2022 | Johan Lindström            | 1980–      | Organist               |

## Kyrkor
- Maria Magdalena kyrka